# Nulle Finsen
Olufa "Nulle" Finsen (8. december 1869 i Reykjavik – 4. august 1950) var en dansk forfatterinde, søster til John og Olaf Finsen.
Hun var datter af stiftamtmand, senere indenrigsminister Hilmar Finsen og hustru og var lærerinde ved Slomanns Skole 1891-1904. Hun skrev Fra Bjørnsons sidste Aar: Erindringer fra Aulestad og Paris (1913); Fra Bjørnsons Hjem (1917) samt en del artikler og kronikker i inden- og udenlandske blade.